# Воздействие на суд через прессу
Воздействие на суд через прессу (иногда судебный PR, от англ. litigation PR) — это управление процессами коммуникаций (информационного взаимодействия) в течение всего правового спора, конфликта, с целью воздействия на получаемый результат или ограждения от негативного воздействия репутации клиента и его бизнеса.

## Основные концепции определения судебного PR
Одна из концепций утверждает, что судебный PR — это влияние на исход судебного процесса с целью достижения более эффективного и быстрого решения в пользу клиента посредством оказания информационного и эмоционального давления на сторону обвинения, суд, присяжных, адвоката оппонентов, чиновников (Haggerty, 2003).
Сторонники второй концепции утверждают, что судебный PR создан для защиты прав и репутации клиента до, во время и после судебного процесса. Судебный PR в данном случае похож на репутационный менеджмент (Haywood, 2002).

## Отличия от традиционного PR
- Зависим от работы со СМИ. Из-за повышенного внимания СМИ к судебным процессам судебный PR стал необходимым для многих высокопоставленных клиентов
- Типичные стратегии и тактики PR-кампаний не подходят для ситуаций судебного разбирательства, а порой даже могут навредить. Необходимо, чтобы стратегия судебного PR шла рука об руку со стратегией юридической защиты
- Лучше регламентирован, чем обычный PR из-за возможности нанесения ущерба судебному процессу (Gibson, 1998).
- Является частью антикризисного и, в особенности, конфликтного PR.

## Законность
В некоторых странах воздействие на суд через средства массовой информации противозаконно. Например, статья 346 Кодекса Республики Казахстан об административных правонарушениях наказывает штрафом «[п]редрешение в средстве массовой информации результатов судебного разбирательства по какому-либо рассматриваемому судом делу или воздействие на суд до вступления судебного акта в силу».
Согласно статье 294 УК РФ, «[в]мешательство в какой бы то ни было форме в деятельность суда в целях воспрепятствования осуществлению правосудия» является уголовным преступлением . Некоторые комментаторы считают, что «[В]мешательство в деятельность суда … может выражаться … в воздействии на суд через средства массовой информации».
Статья 6 закона «О СМИ» Республики Узбекистан запрещает СМИ «оказывать воздействие на суд до вступления его решения или приговора в законную силу».
Как убеждены многие эксперты в сфере судебного PR, любое активное освещение судебного процесса может трактоваться как препятствие суду. В России, по словам основателя агентства судебного пиара Вадима Горжанкина, ключевая проблема во взаимодействии суда и СМИ - это диффамации в прессе. При этом во многих европейских странах уже созданы нормы защиты судей от порочащей информации - с одной стороны, с другой стороны - нормы защиты СМИ от судебной цензуры.

## Цели судебного PR
- усиление юридической стратегии для обеспечения победы, снижая ущерб для репутации организации;
- доказывание невиновности конкретного лица;
- сохранение положительной международной репутации;
- обеспечение перспективы для развития карьеры заказчика после завершения PR-мероприятий.

## Распространённые ошибки судебного PR
- неверная оценика потенциала влияния негативной информации о споре на бизнес в целом[6];
- авторизация кампании, которая будет явно указывать на участие PR-профессионалов. "Хорошо спродюсированная кампания по Litigation PR должна быть эффективной, но ненавязчивой. Прямое и заметное участие пиарщиков — дополнительные доводы для усиления недоверия общественности. Это отдельный риск, которому также подвергаться абсолютно нерационально" — Иван Апатов[6].

## Основные элементы
1. Развитие полной коммуникационной стратегии;
2. Подготовку ключевых тем для разговора;
3. Подготовку и распространение пресс-релизов и других сопутствующих материалов;
4. Разработку ключевых тезисов в общении клиента с аудиторией;
5. Помощь в представлении позиции клиента прессе с нужной стороны;
6. Обработку корпоративных и региональных СМИ;
7. Мониторинг освещения интересующей клиента темы в печатной прессе;
8. Тренинг клиентов эффективного общения с медиа-ресурсами;
9. Посещение предварительных слушаний и судебных заседаний, при необходимости общение с прессой.